# 蘭開斯特縣 (維吉尼亞州)
蘭開斯特縣（英語：Lancaster County）是美國維吉尼亞州東部的一個縣，瀕臨大西洋。成立於1651年。面積599平方公里。根據美國2000年人口普查，共有人口11,567。縣治蘭開斯特。